# Дев, Капил
Капил Дев Рамлал Никхандж (англ. Kapil Dev Ramlal Nikhanj, хинди कपिल देव रामलाल निखंज, в.-пандж. ਕਪਿਲ ਦੇਵ ਰਾਮਲਾਲ ਨਿਖਾਂਜ; произношение: [kəpiːl deːʋ]; род. 6 января 1959, Чандигарх) — индийский игрок в крикет, специализирующийся как в амплуа полевого игрока, так и в амплуа бэтсмена. Один из величайших универсалов в истории крикета. Чемпион мира (1983).
Дев был капитаном сборной Индии по крикету, победившей на чемпионате мира 1983 года. Таким образом, Дев является первым индийским капитаном, победившим на чемпионате мира, при этом индиец до сих пор является самым молодым капитаном чемпионом мира (24 года).
Дев завершил карьеру в 1994 году. Он был первым игроком, кто сумел разрушить 200 калиток в однодневных международных матчах. Также ему продолжительное время принадлежал рекорд по разрушенным калиткам в тестовых матчах, который побил Кортни Уолш в 2000 году. Дев — единственный игрок в истории крикета, который разрушил более 400 калиток (434) и набрал более 5000 пробегов в тестовых матчах.
Капил Дев удерживал рекорд по лучшему результату бэтсмена (175 *), который располагался ниже пятой позиции в очереди отбивающих игроков. Этот рекорд побил в 2023 году австралиец Гленн Максвелл, который набрал 201 ран.
После завершения карьеры стал тренером. Он был тренером сборной Индии с сентября 1999 по сентябрь 2000 года.
В 1982 году Дев был награждён премией Падма Шри, а в 1991 году — Падма Бхушан . В 2002 году Wisden назвал его игроком века в крикет Индии. 11 марта 2010 года Дев был введён в Зал славы крикета ICC. В 2013 году он получил Премию имени Коттари Канакая Наюду — высшую награду, присуждаемую завершившему карьеру игроку Советом контроля за крикетом Индии.

## Ранние годы
Капил Дев Рамлал Никхандж родился в Чандигархе 6 января 1959 года в пенджабской семье. Его отец — Рам Лал Никхандж — был торговцем тиком. Семья переехала в Фазилку после раздела Индии, а затем снова вернулась в Чандигарх. По отцовской линии семья происходит из Монтгомери (ныне известного как Сахивал), а его мать родилась в Пакпаттане. Дев был студентом колледжа D.A.V.

## Карьера во внутреннем крикете
В финале сезона 1991 года участвовали многие известные игроки, и помимо Капила Дева играли Четан Шарма, Аджай Джадеджа и Виджай Ядав, выступавшие за сборную штата Харьяна. Бомбей представляли Санджай Манджрекар, Винод Камбли, Сачин Тендулкар, Дилип Венгсаркар, Чандракант Пандит, Салил Анкола и Абей Курувилла. Дипак Шарма (199), Аджай Джадеджа (94) и Четан Шарма (98) помогли Харьяне набрать 522 пробега, но Йогендра Бхандари (5 калиток) и Капил Дев (3 калитки) хотя и разрушили восемь калиток, но позволили набрать Бомбею 410 пробегов в первом иннингсе. Затем Дев сумел набрать 41 ран, а лучшим бэтсменом Харьяны стал Банерджи (60), что принесло в суммел 242 очка и установило цель для Бомбея в 355 пробегов. После разрушения первых калиток Венгсаркара (139) и Тендулкара (96) Харьяна взяла последние 6 калиток за 102 пробега. Бомбей проиграл тот матч всего в 3 пробега. Дев выиграл свой первый и единственный Ранджи Трофи.

## Международная карьера

### Ранние годы (1978—1982)
Дев дебютировал в тестовом крикете в Фейсалабаде 16 октября 1978 года. Хотя он не сумел показать выдающихся результатов в дебюте карьеры, он поразил пакистанских бэтсменов темпом подач и высоко летящими мячами (так называемыми подачами bouncer), которые не раз попадали в их шлемы. Дев разрушил первую в карьере калитку (Садика Мохаммада) фирменным броском — «аутсвингером», который в дальнейшем стал «визитной карточкой» индийца. Он доказал, что является прекрасным универсалом, когда всего за 33 мяча набрал полсотни, в том числе и дважды выполнил шестиочковый удар. Это произошло в третьим тестовом матче на Национальном стадионе в Карачи, хотя Индия проиграла матч, а затем и серию. В последовавшей серии против Вест-Индии Дев впервые в карьере набрал больше сотни (126) в Дели на стадионе у цитадели Фируза Шаха, затратив на этот результат 124 подачи. Играя в амплуа боулера, Дев разрушил 17 калиток. В матче против Англии Капил Дев впервые в карьере отличился пятью разрушенными калитками, хотя на это понадобилось целых 48 оверов, за которые соперник набрал 146 пробегов. Это привело к тому, что англичане с суммой пробегов 633 выиграли матч.
Успехи с разрушениями пяти калиток повторились в домашней серии против Австралии, когда он сумел дважды достичь этого результата, а в итоге отметился 28 калитками и в качестве бэтсмена набрал 212 пробега, в том числе один раз полусотню. В шестиматчевой серии против Пакистана в сезоне 1979/80 годов Дев привёл Индию к победам над гостями, когда набрал 69 пробегов на стадионе «Ванкхеде» в Бомбее, а в другой игре на «Чепауке» в Мадрасе он разрушил 10 калиток в матче, с результатами 4/90 в первом и 7/56 во втором иннингсах, соответственно. Также он набрал 84 рана за 98 мячей. Дев считает, что в том матче показал лучшую в своей карьере результативность, а его показатель во втором иннингсе (7/56) стал его лучшим результатом в карьере. В ходе серии он также стал самым молодым игроком в тестовых матчах, кто разрушил 100 калиток и набрал 1000 ранов в 25 матчах.

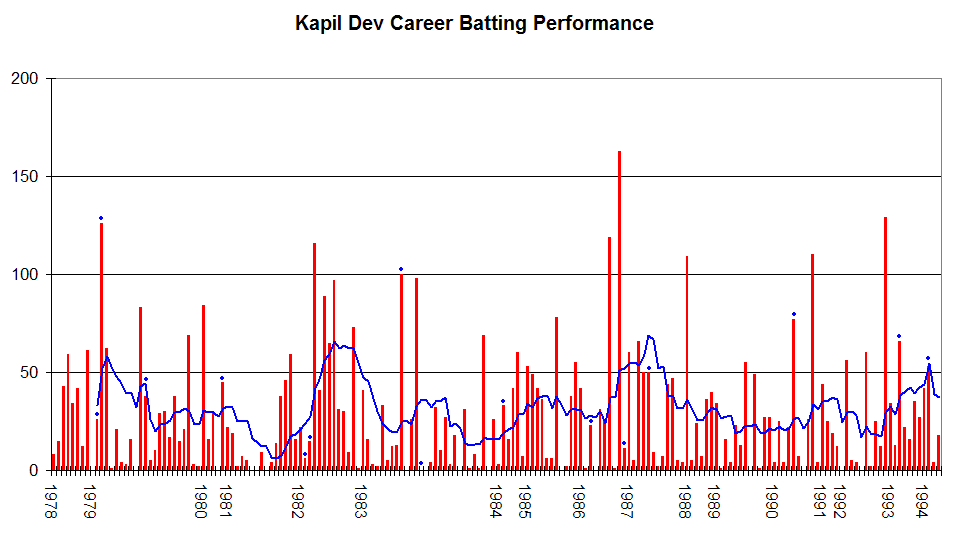
График результатов Капила Дева в амплуа бэтсмена

После неудачной игры в Новой Зеландии Дев сосредоточился на подготовке к домашней серии 1981/82 годов против Англии. Благодаря пяти разрушенным калиткам на «Ванкхеде» индийцы одержали победу в первом матче. Всего Дев набрал 318 очков и разрушил 22 калитки, став Лучшим игроком всей серии. Затем, уже в Англии, Дев снова отличился в матче против англичан, взяв 5 калиток и набрав 130 ранов на стадионе «Lord’s», хотя Индия и проиграла. Он завершил серию из трёх матчей с 292 пробегами и 10 калитками и снова стал лучшим игроком серии.
Впервые встретившись со Шри-Ланкой, Дев сумел разрушить пять калиток. В следующей серии в Пакистане Дев и Мохиндер Амарнатх стали лучшими индийскими игроками, но показатели Дева затмил пакистанец Имран Хан (40 калиток и 1 «сенчури»).

### Капитан сборной Индии (1982—1984)
Дев дебютировал в качестве капитана сборной Индии в сезоне 1982/83 годов в матче против Шри-Ланки (перед поездкой в Пакистан). В то время Гаваскар не играл. Его первым назначением в качестве регулярного капитана стала серия в Вест-Индии. Дев (72) и Гаваскар (90) позволили Индии показать результат 282/5 за 47 оверов, а 2 калитки Дева помогли Индии победить, закончив иннингс Вест-Индии с 255 очками. Победа в матче помогла индийцам, по словам игроков, поверить в возможность противостояния с Вест-Индией — двукратными чемпионами мира — на третьем мировом первенстве 1983 года. Для Дева серия против Вест-Индии завершилась с одной сотней и 17 калитками.

#### Выступление на чемпионате мира 1983 года
Дев играл на предыдущих чемпионатах мира, но за 32 матча он набрал всего 608 пробегов, то есть в среднем 21 ран. За это же количество матчей он отличился 34 разрушенными калитками. Единственная победа Индии на двух предыдущих чемпионатах мира была над Восточной Африкой в 1975 году. Однако в 1983 году Индия нанесла Вест-Индии первое в истории поражение на чемпионате мира усилиями Яшпала Шармы (89 пробегов), Роджера Бинни и Рави Шастри (каждый по 3 калитки). Несмотря на это и следующую победу над Зимбабве, дальше Индия проиграла два матча — Австралии (несмотря на лучшие карьерные показатели Дева 5/43) и Вест-Индии. Чемпионат мира предполагал в группе две игры между каждыми соперниками. Теперь Индии нужны были победы над Австралией и Зимбабве, чтобы выйти в полуфинал.
Индия встретилась с Зимбабве на стадионе Невилл Граунд в Ройал-Танбридж-Уэллсе 18 июня 1983 года. Дев занимал нижнюю часть очереди бэтсменов, но индийцы провалили своё выступление и были на грани поражения, но Капил Дев спас матч, набрав 175 пробегов. Рекордным стало и партнёрство Капила Дева с Саидом Кирмани — 126 пробегов с двумя оставшимися калитками (этот результат был рекордом в течение более двух десятков лет). За иннингс Дев 16 раз бил по границам поля, из которых 6 ударов были шестиочковыми. В результате выдающийся результат Капила Дева принёс Индии победу с преимуществом в 31 ран и в конце концов помогло Индии выйти в полуфинал.
В полуфинале Индия встретилась с Англией. Роджер Бинни и Мохиндер Амарнатха сумели вывести из игры лучших английских бэтсменов, но и Дев не остался без разрушенных калиток, выведя из игры отбивающих нижней части очереди и завершив иннингс с тремя калитками. Англия набрала 213 очков. Во втором иннингсе Амарнатх совершил 46 пробегов, Яшпал Шарма — 61, Сандип Патил — 51 *, что практически обеспечило победу Индии и её выход в финал. Вест-Индия могла в третий раз подряд выиграть чемпионат мира, и играя в поле в первом иннингсе, позволила Индии набрать всего 183 пробега. Лучшим бэтсменом стал Кришнамачари Сриккант со скромным результатом в 38 ранов. Несмотря на быстрое разрушение калитки Гордона Гриниджа, Вест-Индия набрала 57 очков (к тому моменту потеряв лишь двоих бэтсменов), во многом благодаря выступлению Вива Ричардса. Однако выдающийся бэтсмен Вест-Индии был выведен из игры после неудачно отбитого мяча, поданного Маданом Лалом, который затем поймал Капил Дев, играя на позиции square leg. Этот «кот» стал переломным моментом финала чемпионата мира 1983 года и признаётся одним из выдающихся в истории однодневных международных матчей. После этого Вест-Индия потеряла ещё три калитки, имея промежуточный результат всего 76/6, и в дальнейшем сумела набрать суммарно 140 очков. Дев взял калитку Энди Робертса, а Мохиндер Амарнатх разрушил последнюю калитку Майкла Холдинга. Индия впервые выиграла чемпионат мира, а Капил Дев стал лучшим индийским бэтсменом с 303 пробегами. Также Дев отличился 12 калитками (хотя лучшим боулером турнира стал Роджер Бинни — 18 калиток).

### После чемпионата мира
После чемпионата мира Индия приняла Вест-Индию, но проиграла тестовую серию со счётом 0:3, а серию однодневных международных матчей 0:5. Дев показал лучшим результат в амплуа боулера в проигранном матче на стадионе «Мотера» в Ахмадабаде с результатом 9/83. В тестовых матчах Дев сыграл неудачно, в других однодневных матчах тоже, в результате чего он перестал быть капитаном сборной, уступив место Сунилу Гаваскару.
Он вновь стал капитаном перед чемпионатом мира 1987 года. В первом матче против Австралии соперник набрал 268 очков, и после окончания иннингса Дев согласился изменить счёт соперника на 270, признав ошибку судей, которые засчитали австралийцам шестиочковый удар вместо четырёхочкового. В результате Индия проиграла матч в один пробег, набрав 269 ранов. Wisden Cricketer’s Almanack затем писал, что «решающим фактором в упорном матче стал спортивный дух Капила Дева». Индия вышла в полуфинал чемпионата мира 1987 года, где проиграла Англии, а Дев подвергся критике за недостаточно точную игру, которая привела к поражению. Он вновь перестал быть капитаном сборной Индии, хотя играл в качестве вице-капитана во время поездки Индии в Пакистан в 1989 году.
Период капитанства для Дева был трудным, так как сопровождался разногласиями с Гаваскаром и критикой из-за нестабильной игры в амплуа боулера. Несмотря на это, в дальнейшем сами Дев и Гаваскар считали преувеличенными такие выводы.

### Стиль игры
Дев был боулером-правшой, известны изящными бросками. Он выполнял броски-«аутсвингеры», которые приносили результат. В связи с этим он стал главным боулером Индии. В 1980-х Капил Дев стал исполнять свойственный ему бросок-йоркер (йоркер — бросок, поданный почти в ноги бэтсмена), который очень эффективно использовал против бэтсменов последних номеров очереди . В амплуа бэтсмена он был агрессивным игроком, способным эффективно контролировать мяч. Это помогало ему спасать свою команду во время сложных ситуаций. Капил Дев имел прозвище «Ураган Харьяны» (The Haryana Hurricane), которое получил во время выступлений за сборную штата Харьяна.

### Последние годы
В начале 1990-х Дев продолжал оставаться главным боулером Индии, хотя капитаны постоянно менялись. Знаменательное событие произошло во время тестового матча на стадионе «Lord’s» в 1990 году, когда Индия после фоллоу-она находилась в одной калитке от поражения, но Капил Дев после подач Эдди Хеммингса четырежды подряд выполнил шестиочковые удары. В этом же матче Грэм Гуч набрал 333 балла, став лучшим бэтсменом в истории тестовых матчей против Индии. Судья Дикки Бёрд назвал Дева одним из величайших универсалов всех времён.
Дев был признан ценным бэтсменом в однодневных международных матчах за то, что имел агрессивную манеру игру и вследствие этого повышенный показатель набора очков, особенно в последних десяти оверах, и на него полагались для стабилизации подач в случае неудач в начале. Дев играл на чемпионате мира 1992 года, который стал для него последним. Он стал лучшим в сборной Индии по показателю среднего набора очков, показав результат в 125,80 пробегов на 100 мячей.

## После завершения карьеры

### Тренер
Капил Дев был назначен тренером сборной Индии по крикету в 1999 году, сменив Аншумана Гэквада. За это время Индия выиграла всего один тестовый матч (дома против Новой Зеландии) и потерпела два крупных поражения в серии в Австралии (0:3) и дома против Южной Африки (0:3). Первый тренерский опыт оказался разочарованием для бывшего выдающегося игрока сборной Индии. Во время скандала с Маноджем Прабхакаром, который обвинялся в договорных матчах (обвинение позже было снято), Дев подал в отставку с поста национального тренера. Уязвлённый спорами о ставках, он заявил: «Я попрощался с игрой, которая дала мне так много, а затем многое отняло из-за слухов».
Продолжительное время Дев не появлялся на публике, пока Wisden не признал в июле 2002 года Капила Дева лучшим индийским игроком в крикет века. Дев опередил в номинации своего давнего партнёра по команде Гаваскара, а также Сачина Тендулкара. В дальнейшем Дев вспоминал этот момент как «звёздный час».
После этого Дев вернулся в крикет, будучи сначала консультантом для боулеров, а затем и тренером боулеров во время подготовки сборной Индии к поездке в Пакистан в марте 2004 года. В октябре 2006 года он был назначен председателем Национальной академии крикета сроком на два года.
В 2005 году он появился в фильме «Икбал» по сценарию Випула К. Равала, где сыграл самого себя.
В мае 2007 года Дев присоединился к недавно созданной Индийской лиге крикета (ICL), продвигаемой телеканалом Zee, где стал председателем исполнительного совета. В июне 2007 года Совет контроля за крикетом Индии отреагировал на это отменой пенсий всем игрокам, присоединившимся к лиге, включая Дева, а 21 августа 2007 года Дев был отстранён от поста председателя Национальной академии крикета, хотя индиец отмечал, что ни в коем случае не собирался создавать команду, противодействующую BCCI, а напротив, целью ставил поиск новых талантов в стране.
25 июля 2012 года Дев ушёл из ICL, продолжая поддерживать Совет контроля за крикетом Индии, сделав первый шаг к возвращению в крикет Индии.
Он был назначен первым ректором Спортивного университета Харьяны в 2019 году.

## Личная жизнь
Дев женился на Роми Бхатиа в 1980 году, от которой у него есть дочь Амия Дев, родившаяся 16 января 1996 года.
В 1993 году Дев начал заниматься гольфом. Дев был единственным азитатским спортсменом из академии Laureus Foundation, созданной в 2000 году.
Принимал участие в программе по донорству органов, организованного Делийским урологическим обществом в 2014 году в Нью-Дели.
23 октября 2020 года у Дева случился сердечный приступ, и он был госпитализирован. Он перенёс экстренную операцию в больнице Дели.

## Книги
Дев написал четыре книги — три автобиографические и одну книгу о сикхизме. Среди автобиографических произведений — «По велению Бога» (By God’s Decree), вышедшая в 1985 году, «Крикет — мой стиль» (Cricket My Style, 1987) и «Прямо от сердца» (Straight from the Heart, 2004). Его последняя книга под названием «Мы, сикхи» (We, The Sikhs) вышла в 2019 году.

## В культуре
Дев появлялся в эпизодических ролях в фильмах «Очарован тобой» (Dillagi…), «С любовью не шутят» (Yeh Dillagi), «Икбал» (Iqbal), «Играй до победы» (Chain Khuli ki Main Khuli) и «Выходи за меня замуж» (Mujhse Shaadi Karogi). Он также принял участие в релизе песни «One India My India» вместе с Шайлендрой Сингхом.
Индийский фильм «Азхар» 2016 года режиссёра Тони Д’Сузы повествует о скандале, связанном с договорными матчами. В фильме персонажа Дева сыграл Варун Бадола. Индийский режиссёр Кабир Хан снял биографический фильм под названием «83» о первой победе Индии на чемпионате мира в 1983 году. В фильме Ранвир Сингх играет Капила Дева, а продюсером фильма является Анураг Кашьяп. Сам Капил Дев также принял участие в фильме в роли камео-зрителя.